# Máximo Vázquez
Máximo Vázquez de la Huerta (* 17. April 1932 in Río Blanco, Veracruz; † 28. März 2013 in Toluca de Lerdo, Bundesstaat México), auch bekannt unter dem Spitznamen „El Machi“, war ein mexikanischer Fußballspieler auf der Position eines Verteidigers.

## Leben
Vázquez begann seine Laufbahn in der Saison 1951/52 beim Zweitligisten Union Deportiva Moctezuma de Orizaba, wechselte für die folgende Saison 1952/53 zum Ligarivalen Club Deportivo Veracruz und ein weiteres Jahr später zum am Saisonende in die höchste Spielklasse aufgestiegenen Deportivo Toluca FC. Mit Toluca gewann Vázquez in der Saison 1955/56 den mexikanischen Pokalwettbewerb.
Während seiner Zeit bei Deportivo Toluca kam Vázquez zwischen dem 26. Februar 1956 und dem 8. März 1959 zu drei Länderspieleinsätzen für die mexikanische Fußballnationalmannschaft.
Auch nach seinem Karriereende blieb Vázquez zeitlebens in seiner Wahlheimatstadt Toluca leben, in der er am 28. März 2013 verstarb.